# Puelén
Puelén es una localidad en el extremo Sudoeste de la provincia de La Pampa, Argentina, al norte del Río Colorado. Pertenece al departamento homónimo.

## Aspecto
Puelén fue una localidad de cierta importancia antes de la fundación de Colonia Veinticinco de Mayo, que la ha eclipsado en las últimas décadas. Aun así podemos encontrar un centro de salud, la Escuela Hogar N.º 157 "Padre José Durando", un colegio secundario, y la construcción y ampliación de algunos barrios de la zona.

## Toponimia
El nombre proviene de un vocablo mapuche que significa Llanura del este.

## Población
Contó con 357 habitantes (Indec, 2010), lo que representó un incremento del 13% frente a los 315 habitantes (Indec, 2001) del censo anterior.
El censo nacional 2022 arrojó 759 habitantes y 386 viviendas.
| Gráfica de evolución demográfica de Puelén entre 1991 y 2022 |
|                                                              |
| Fuente: censos nacionales del INDEC                          |